# Landschaftsschutzgebiet Werretal

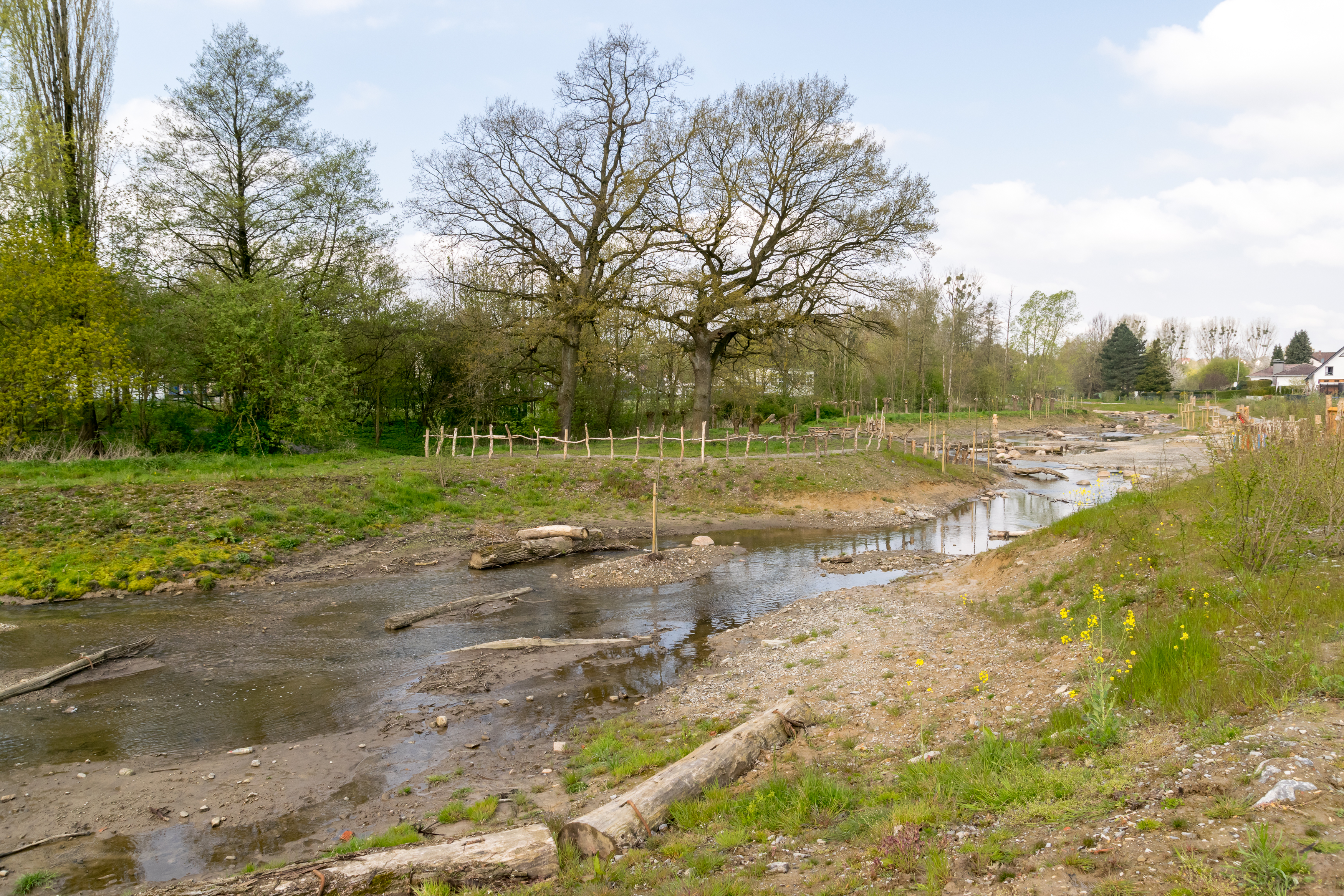
Werrerenaturierung bei Remmighausen

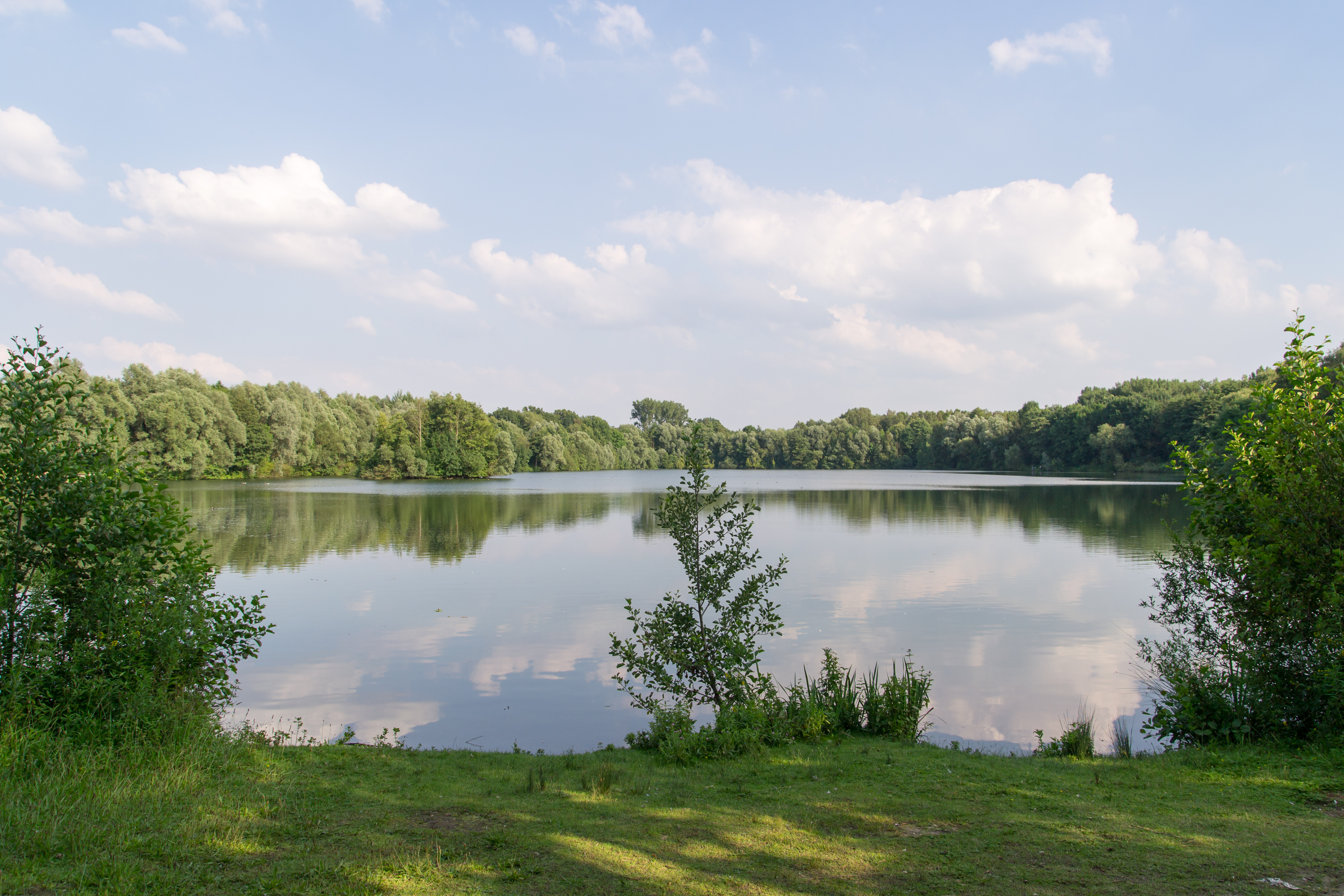
Meschesee

Das Landschaftsschutzgebiet Werretal mit 212 ha Flächengröße liegt im Stadtgebiet von Detmold. Es wurde 2006 mit dem Landschaftsplan Detmold durch den Kreistag des Kreises Lippe als Landschaftsschutzgebiet (LSG) ausgewiesen. Das Schutzgebiet besteht aus fünf Teilflächen. Mehrere Straßen durchschneiden das Gebiet. Teilweise grenzt die Bebauung direkt an das Schutzgebiet. Nördlich grenzt im Stadtgebiet Detmold das Landschaftsschutzgebiet Werreniederung an.

## Beschreibung
Das LSG umfasst vier Teilbereiche vom Tal der Werre von der Stadtgrenze zu Horn-Bad Meinberg im Südosten bis zur Stadtgrenze von Lage im Nordwesten. Im Landschaftsschutzgebiet Werretal liegt der Meschesee. Die Werre umfließt hier den See in einer großen Schleife im Abstand zwischen 20 und 60 m. Westlich der Orbker Straße ist ein namenloser Baggersee ins Schutzgebiet mit einbezogen worden. Im Bereich der östlichen Innenstadt ist ein scheinbar namenloser Seitenbach der Werre mit ins Landschaftsschutzgebiet Werretal einbezogen.
Die Werre im Schutzgebiet ist zwischen vier und zehn Meter breit und weist eine steinig-kiesige Sohle auf. Die Werre im Schutzgebiet hat meist einen naturnahen und leicht mäandrierenden Flusslauf. Auch steile Uferabbrüche und Sand- und Kiesbänke sind zu finden. In Teilbereichen ist das Flussufer mit Steinlagen befestigt. An der Werre stehen überwiegend gut ausgeprägte alten Ufergehölze aus Erlen, Eschen, Silberweiden und Hybridpappeln. In der Aue liegen Grünland, Äcker und Bauernhoflagen. Das Grünland wird meist als Pferdeweiden, aber auch Fett-Wiesen und -weiden genutzt. Teilbereiche werden extensiv beweidet. Zwischen der Werre und der Landstraße 758 befindet sich ein stark reliefiertes bewaldetes Dünengebiet. Im Waldbereich stocken ein Eichen-Birkenwald und ein Kiefernwald.

## Schutzzwecke für das LSG
Laut Landschaftsplan erfolgte die Ausweisung des LSG
- „zur Erhaltung und Wiederherstellung der Leistungsfähigkeit des Naturhaushaltes in ökologisch besonders wertvoll strukturierten Bereichen mit Wasser-, Klima- und Biotopschutzfunktionen,“
- „zur Erhaltung und Wiederherstellung von Quellbereichen und naturnahen Fließgewässern, Wald- und Grünlandbereichen unterschiedlicher Feuchtestufen, Feldgehölzen, Hecken und Obstwiesen,“
- „zur Erhaltung morphologisch ausgeprägter Bereiche zur Sicherung der landschaftlichen Eigenart und Vielfalt für die Erholung,“
- „zur Erhaltung wertvoller Biotopkomplexe aus Wald-Grünlandbereichen, Fließgewässern und Quellen sowie Biotopen nach § 62 LG mit wichtigen Refugial-, Puffer-, Trittstein- und Vernetzungsfunktionen,“
- „zur Erhaltung und Wiederherstellung wichtiger Rückzugsräume für die bedrohte Tier- und Pflanzenwelt,“
- „zur Sicherung der das Orts- und Landschaftsbild gliedernden und belebenden und die dörflichen Siedlungsstrukturen prägenden Freiraumelemente.“[1]

## Rechtliche Vorschriften
Im Landschaftsschutzgebiet ist unter anderem das Errichten von Bauten und Fischteichen verboten. Grün- und Brachland darf nicht in eine andere Nutzungsart umgewandelt oder umgebrochen werden.